# B (латиниця)
B, b («бе») — друга літера латинського алфавіту, використовується практично у всіх алфавітах на латинській основі. Походить від грецької літери Β, β («бета»). Позначає приголосний звук [b], іноді також [p], [v] та ін.

## Інше використання

### Мала літера
- У музиці — буквене позначення звука сі-бемоль. Застосовується, зокрема, в назвах музичних творів для визначення тональності, наприклад концерт b-moll (сі-бемоль мінор) П. І. Чайковського та інші.

## Способи кодування
В Юнікоді велика B записується U+0042, а мала b — U+0062.
Код ASCII для великої B — 66, для малої b — 98; або у двійковій системі 01000010 та 01100010 відповідно.
Код EBCDIC для великої B — 194, для малої b — 130.
NCR код HTML та XML є
«&#66;» та «&#98;» для великої та малої літер
відповідно.
| Фонетичний алфавіт НАТО   | Фонетичний алфавіт НАТО | код Морзе                      | код Морзе    |
| Bravo                     | Bravo                   | –···                           | –···         |
|                           |                         |                                | ⠃            |
| Морський прапорний сигнал | Семафорна абетка        | Американська мова жестів (ASL) | Шрифт Брайля |